# Karen Moras
Karen Moras (Ryde, 6 gennaio 1954) è un'ex nuotatrice australiana.
Specializzata nello stile libero, ha vinto la medaglia di bronzo nei 400 m sl alle Olimpiadi di Città del Messico 1968.
È stata primatista mondiale nei 400 m e 800 m sl.

## Palmarès
- Olimpiadi

Città del Messico 1968: bronzo nei 400 m sl.